# Arild Sandvold
Arild Edvin Sandvold (* 2. Juni 1895; † 12. August 1984) war ein norwegischer Komponist und Organist. 

## Leben und Werk
Sandvold studierte ab 1906 am Konservatorium von Kristiana Klavier, Orgel und Musiktheorie. Des Weiteren studierte er in den zwanziger Jahren am Konservatorium für Musik in Leipzig, wobei er zusätzlich Komposition belegte. Allerdings war dies nicht seine Haupttätigkeit – in erster Linie war Sandvold ein Kirchenmusiker – u. a. am Osloer Dom – und Musiklehrer, der von 1917 bis 1969 in Oslo am Konservatorium lehrte.
Da er sich sowohl für Orgelmusik aus dem Barock und der Romantik interessierte, versuchte er, Orgeln zu konstruieren, die beide Stile unterstützten, darunter auch elektropneumatische Instrumente.
Sein Werk umfasst viele Orgel- und Chorwerke, in denen er die Polyphonie des späten Barock und Harmonien der Romantik als Grundlage seines Stils verwendete.
Sandvold war zwischen 1928 und 1957 Dirigent des Oratorienchors Cæciliaforeningen in Oslo.

## Ehrungen
- Ritter des Sankt-Olav-Ordens